# 栄橋 (遊佐町)

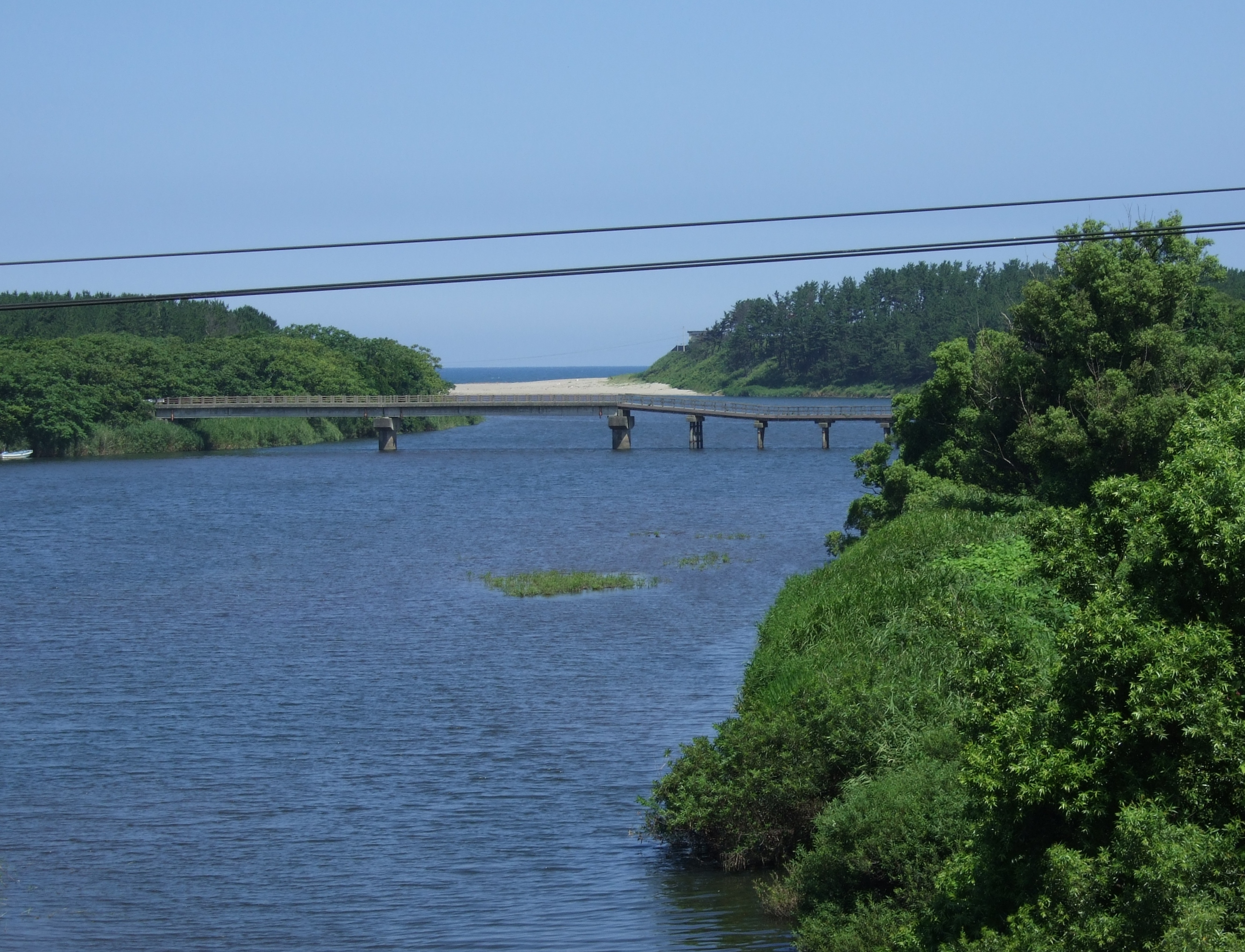
宮海橋から望む栄橋（2008年8月）

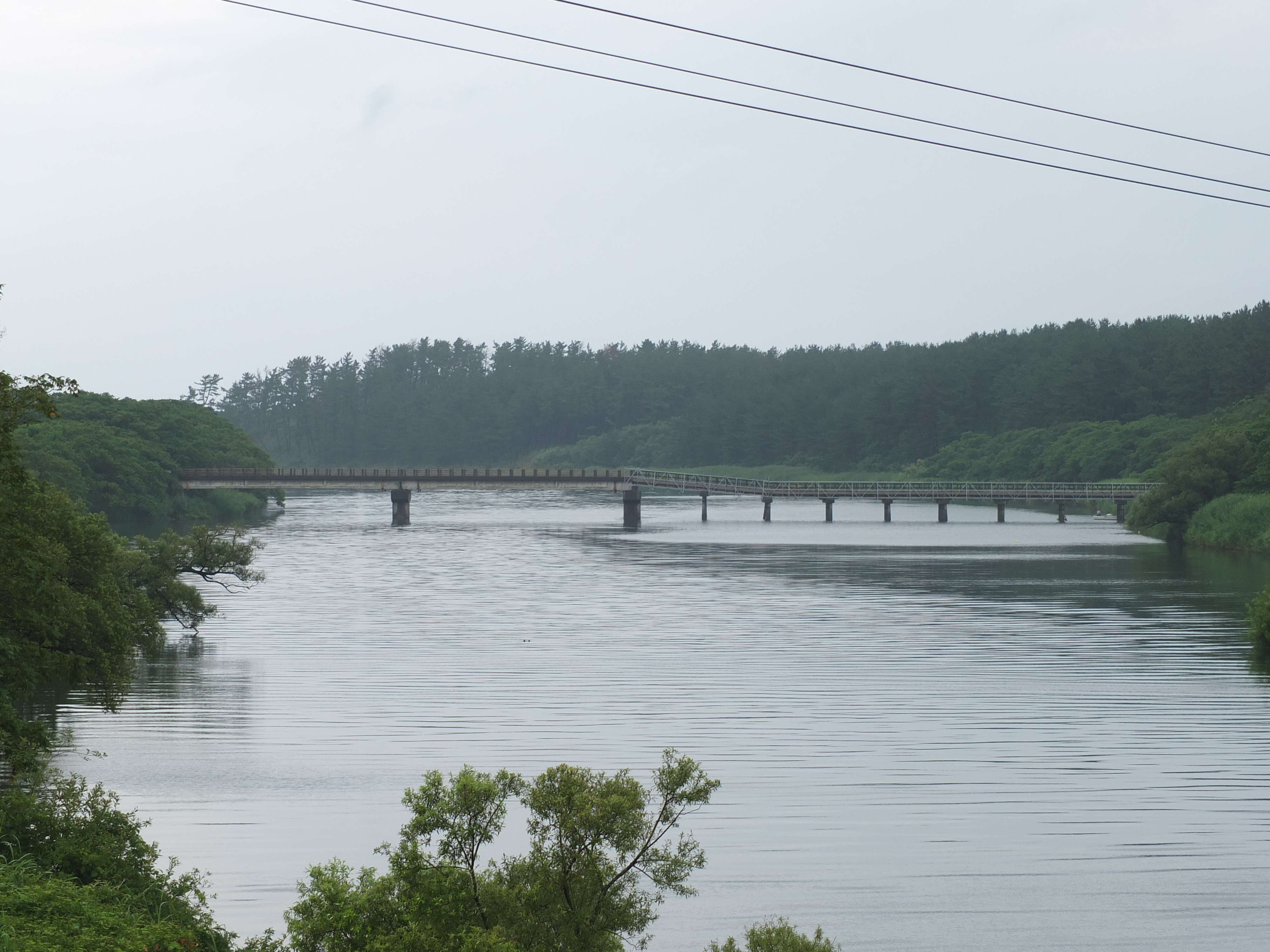
木橋部高欄が鉄パイプで補強されている（2014年8月）

栄橋（さかえばし）は、山形県飽海郡遊佐町比子字白木を流れる二級河川日向川に架かる橋。全長125.4m（うち木橋部71.3m、コンクリート橋部54.1m）、幅3m。1956年（昭和31年）架橋、のち1976年（昭和51年）に左岸側を部分架け替え。遊佐町道白木宮海線が通る。

## 概要
日向川の最下流の橋である。左岸側が2径間コンクリート製桁橋、右岸側が10径間木製桁橋という別々の構造を川の中間で接続し、路面位置でコンクリート橋側が1m弱高いため木橋側の接続部2径間が傾斜しているという、特異な形状になっている。
このような形状になった理由として、地元で囁かれている噂に「架け替えに際して遊佐町と酒田市の協議がまとまらず、酒田市が同市側だけを強行工事した」というものがある。しかし実際には、1つ上流側に架かる宮海橋（国道7号）は遊佐町と酒田市の境界になっているが、栄橋の付近は両岸とも遊佐町なので酒田市は無関係である。真相は、1974年（昭和49年）頃の災害で左岸側だけ大破したために半分を架け替えたというもので、その際に河川管理者である山形県の指導により洪水対策で橋脚を高くすることになったため、既存部分との間に傾斜が生じることになった。
いずれ右岸側も破損したら架け替えることにしてはいたが、時々補強もするためなかなか破損せず、結局撤去までこの状態が続いた。また、架け替えに要する費用が4億円と見込まれており、果して架け替えるだけの需要があるのかどうか疑問も呈されていた。
遊佐町では2010年度に町道橋梁の長寿命化改修計画を策定し、2011年度までの2ヶ年でまず現況の調査を実施するとした。その後改修が必要な橋梁の選定を経て、2013年から工事を行う予定であった。栄橋は調査段階で木橋部高欄の腐食が確認されたため、2011年3月まで一時通行止めにして高欄の一部改修（鉄パイプによる補強）を行った。また、2012年10月19日から、通行に危険な状態ということで、終日全面通行止めになった。2013年3月発行の橋梁長寿命化修繕計画では、本橋の補修方針として、時期未定で「架け替えまたは撤去」が示されている。2017年5月23日の西遊佐地区町政座談会で、栄橋の通行止めが続くことで白木の共有田へのアクセスが不便になっており耕作放棄地になる懸念が示されたが、遊佐町は利用率の低い橋を整備することは困難とし、酒田市内を含めて町道を整備する案を挙げている。
2021年（令和3年）8月、中間接続部から木橋側第3径間が崩落した。
2021年（令和3年）度に栄橋を撤去するための調査・設計に着手し、その後国の補助事業として撤去工事が行われる予定である。2022年（令和4年）6月1日に撤去工事着手、同年12月23日竣工予定。全体の事業は2026年（令和8年）完了予定。